# Deme (bestuur)

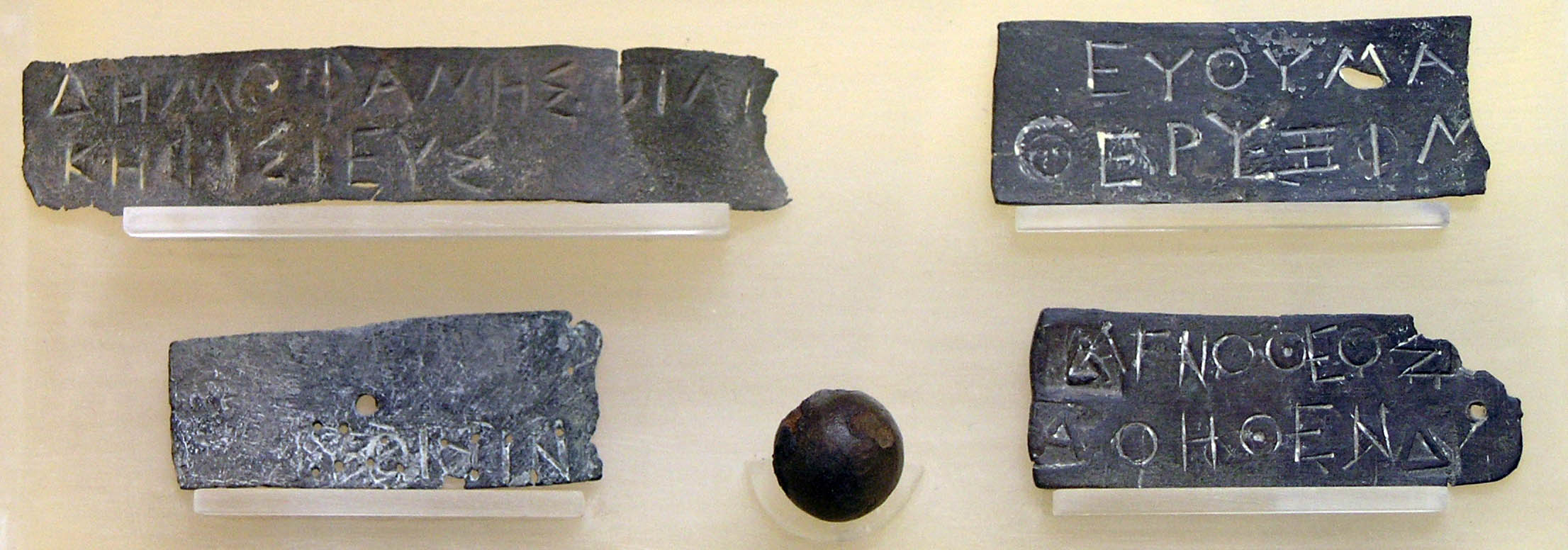
Bronzen pinakia: plaatjes die aan elke burger die gerechtigd was om te dienen in een volksjury werden toegekend. Hierop waren zijn naam, die van zijn vader en die van zijn dême geschreven (5e-2e eeuw v.Chr., Agora Museum, Athene).

Deme (Oudgrieks: δῆμος / dêmos = "volk") was in het antieke Attica de technische term voor een woonkern, vergelijkbaar met onze gemeente.
Bij de democratische hervormingen van Kleisthenes werd de deme tot grondslag van de politieke structuur van de Atheense staat. Sinds Clisthenes bezat elke deme ook plaatselijke autonomie, met eigen grondgebied, financiën, eredienst en bevolkingsregister, én een eigen δήμαρχος / dêmarchos (letterlijk: "leider van de dême", vaak (anachronistisch) vertaald als burgemeester).
Op het burgerrecht van de deme berustte ook het Attische burgerrecht. Aan de naam van iedere burger werd een adjectief toegevoegd dat de deme van zijn geboorte of afkomst aangaf (vb.Δημοσθένης Παιανιεύς / Dêmosthénês Paianieús = Demosthenes van Paiania).
Het aantal en de grenzen van de Attische demen waren in de loop van de eeuwen aan veel wisselingen onderhevig. Oorspronkelijk zouden er 100 zijn geweest, maar Strabo stelt hun aantal op 174 in de 1e eeuw v.Chr.
Soortgelijke demen als in Attica treft men ook aan in andere Griekse stadstaten, vaak onder invloed en naar het voorbeeld van de Atheense staatsinrichting. Ook in het moderne Griekenland is "δήμος/ dimos nog steeds de naam voor "gemeente"; de burgemeester heet er nog steeds δήμαρχος / dimarchos, en het gemeentehuis heet δημαρχείο / dimarchio.